# Grecia en los Juegos Paralímpicos de Vancouver 2010
Grecia estuvo representada en los Juegos Paralímpicos de Vancouver 2010 por dos deportistas, un hombre y una mujer. El equipo paralímpico griego no obtuvo ninguna medalla en estos Juegos.